# 多核心模式

多核心模式

多核心模式（英語：Multiple nuclei model）是昌西·哈里斯和爱德华·乌尔曼在1945年的文章《The Nature of Cities》中创建的经济模型。

## 模型
该模型基于芝加哥，描述了一种城市布局。它说，尽管一个城市可能已经有了一个中央商务区（CBD），但其他较小的中央商务区也会在城市郊区附近的更高价的住宅区发展，以缩短从城市郊区通勤的时间。这会在城市除CBD以外的其他部分创造节点或核心，因此称为多核心模式。他们的目的是创造一个更现实、更复杂的模型。他们的主要目标是：
1. 抛弃同心圆模型
2. 为了更好地反映城市地区的复杂性，特别是那些规模较大的城市地区

该模型假设：
1. 土地不是在所有地区都平坦
2. 平均资源分配
3. 住宅区人员平均分布
4. 平均的运输成本[2]

## 原因
哈里斯和乌尔曼认为，城市形成的不是单个核心，而是几个独立的核心。每个核心都像一个生长点。
该理论的基础是因汽车拥有量增加，人们拥有了更大的移动空间。这种移动的增加使得区域中心的专业化（例如重工业、商务园区、零售区）成为可能。该模型适用于大型、扩张的城市。城市的核心数量取决于环境因素和历史因素。多核心的发展是因为：
1. 某些工业活动需要交通运输设施，例如港口、火车站等，以降低运输成本。
2. 各种活动组合往往分开，例如住宅区和机场、工厂和公园等。
3. 另一些活动组合在一起，发挥其共同的优势，如大学、书店和咖啡店等。
4. 一些设施需要设置在城市的特定区域：例如CBD需要方便的交通系统、许多工厂需要丰富的资源。

## 多核心对产业的影响
随着多核心的发展，诸如机场的交通枢纽建成，这使得能够以降低的运输成本设立工业。这些交通枢纽具有负外部性，例如噪音污染和土地贬值，使得枢纽周围的土地更便宜。酒店也可在机场附近建造，因为旅行的人往往希望住在旅行的出发地附近。住房以楔形形式发展，距离中央商务区越远越贵。